# 桦阳铁路
桦阳铁路，也称桦南地方铁路，位于黑龙江省佳木斯市桦南县的一条地方铁路。由图佳铁路桦南站出岔，向东南至石头河子镇向阳村的向阳山站，正线33.501公里。

## 历史
1970年合江地区决定修建从国铁桦南站到向阳山石灰石矿的桦阳铁路。经过5个多月的筹建准备工作，于1970年10月3日正式开工，1971年11月竣工。投资820万元，铺设钢轨3 500吨，枕木56000根，土方工程58万立方米，桥梁1座，38处涵洞，总用工量228400个。1972年10月15日正式运营。是黑龙江省第一条地方铁路。当时租用佳木斯机务段和佳木斯车辆段的机辆运营。主要运输位于老秃顶子的桦南石灰石矿所产的石灰石。
1972年10月15日至1982年5月产权属桦南石灰石矿，对内称矿运输科，对外称桦阳铁路管理处。1982年6月归桦南县水泥厂领导。1985年归桦南县经委管辖。1985年自有26台货车，当年货运量达30多万吨。
2001年起，由“黑龙江省地方铁路局桦南分局”改制为国有独资的“黑龙江省桦南地方铁路有限公司”，是黑龙江省铁路集团有限责任公司的全资子公司。

## 技术
桦阳铁路为国铁三级标准，45公斤钢轨，每公里铺枕木1520根，曲线段铺枕木1600根，道床未普石渣，使用砂质类型。 原设计年运输能力40万吨，经过改造，目前年运输能力已达到370万吨。